# Mario Cipollini

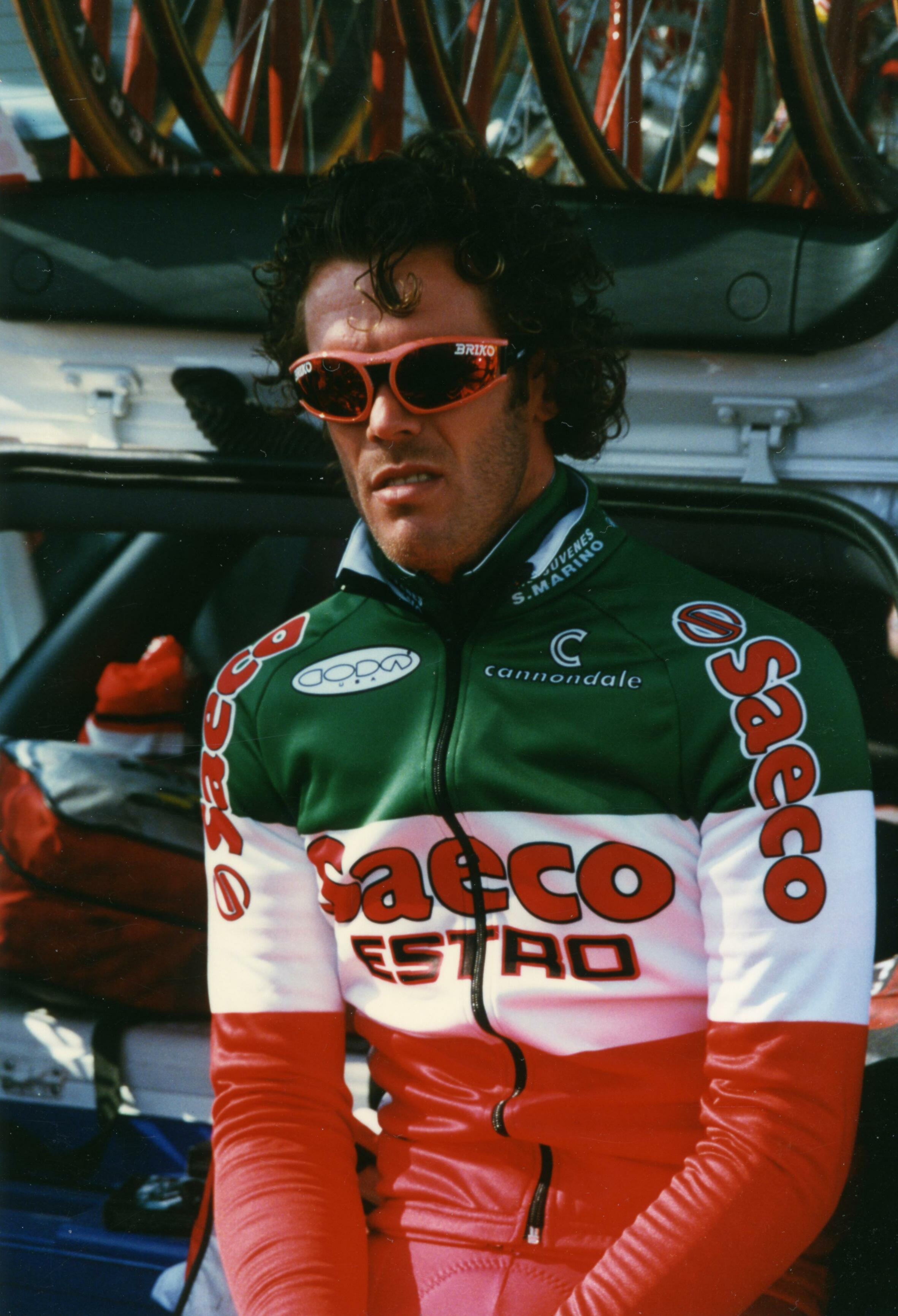
Cipollini al París-Niça de 1997

Mario Cipollini   (Lucca, 22 de març de 1967) és un exciclista italià que fou professional entre 1989 i el 2005 i el 2008. Especialista en els esprints, va guanyar etapes a les tres grans voltes, destacant el rècord de victòries d'etapa que ostenta al Giro d'Itàlia, amb 42. També va guanyar reconegudes curses d'un dia, com la Milà-Sanremo, tres edicions de la Gant-Wevelgem i el tres vegades, i el Campionat del món en ruta del 2002. El seu germà Cesare també va ser ciclista professional.

## Biografia

### 1989-1991. Aprenentatge al Del Tongo
Mario Cipollini va néixer en el si d'una família de ciclistes. El seu pare, Vivaldo, era un bon corredor aficionat fins que un greu accident va arruïnar la seva prometedora carrera. Mentre era un nen va resseguir Itàlia amb la seva família per veure les curses en què corrien la seva germana Tiziana i el seu germà Cesare, seleccionat per representar Itàlia en els Jocs Olímpics de 1976 amb tan sols 17 anys. Mario Cipollini va passar al professionalisme el 1989 amb l'equip Del Tongo, que evoluciona al seu germà gran, Cesare. Mario Cipollini d'imposa, en la seva primera temporada, en tres etapes consecutives del Giro de la Pulla, abans d'aconseguir la seva primera victòria d'etapa al Giro d'Itàlia. En tres temporades amb l'equip, va guanyar sis etapes del Giro d'Itàlia i diverses carreres d'un dia.

### 1992-1995: la confirmació a la MG-Bianchi i Mercatone-Uno
Durant els següents quatre anys Cipollini va guanyar de nou diverses etapes del Giro d'Itàlia, però també tres etapes del Tour de França el 1993 i 1995. Va guanyar la classificació per punts del Giro d'Itàlia de 1992, i porta el mallot groc del Tour de França de 1993. També destaca com a especialista en clàssiques, tot guanyant dues vegades la Gant-Wevelgem, i el Gran Premi E3. El 1995 Cipollini guanya, des del febrer, tres etapes consecutives del Tour del Mediterrani, així com el Trofeu Luis Puig i dues etapes de la Volta a la Comunitat Valenciana.

### 1996-2001: Cipollini al Saeco, al cim
En les sis temporades que va passar a l'equip Saeco Cipollini perfeccionà la tècnica de l'esprint. Fou el primer en fer que tot l'equip treballés al seu servei, emprant per l'esprint final un tren formant pels seus companys d'equip. Aquesta tècnica sols era possible per la seva capacitat de suportar el fort ritme que imposaven els seus companys fins al final. Aquesta tècnica li permet guanyar cada any 4 o 5 etapes del Giro d'Itàlia, arribant a 34 victòries d'etapa en aquesta cursa el 2001 i una segona classificació per punts el 1997. També va guanyar 9 noves etapes del Tour de França, incloent-ne quatre de consecutives el 1999. Amb tot, mai finalitzaria la cursa francesa, abandonant sistemàticament en les primeres etapes de muntanya, cosa que el va fer impopular a França. El 1996 guanyà el Campionat d'Itàlia.

### 2002-2005: l'apoteosi i final de carrera
Mentre Cipollini, amb 35 anys, sembla en declivi, va fer una temporada de 2002 excepcional. Guanyador per primera vegada a la Milà-Sanremo al març, poc després de guanyar Gant-Wevelgem, per tercera vegada, deu anys després de la primera; i la tercera classificació per punts al Giro d'Itàlia gràcies a les sis victòries d'etapa. Això li va permetre aproximar-se al rècord de victòries d'etapa establert per Alfredo Binda abans de la guerra. Aquell estiu, el seu nou equip, Acqua & Sapone, no és seleccionat per al Tour de França. Molest, Cipollini va anunciar la seva retirada, però va reconsiderar la seva decisió. Durant la tardor va participar, per primera vegada, en la Volta a Espanya, en què va guanyar tres etapes i va guanyar per primera vegada el títol de Campió del món en ruta. Tots aquests èxits van servir perquè rebés la Bicicleta d'or i el Mendrisio d'or.
El 2003 va guanyar dues etapes del Giro d'Itàlia, elevant la xifra total de victòries d'etapa en 42 i superant el rècord d'Alfredo Binda. El seu equip Domina Vacanze no fou seleccionat per disputar el Tour de França. La direcció del Tour ho justificà per l'edat i el decebedor inici de temporada de Cipollini, alhora com també pel desig de "donar una mica d'impuls al ciclisme francès". Després de fitxa pel Liquigas el 2005, Cipollini va establir com a principals fites la Milà-Sanremo, la Gant-Wevelgem i el Giro d'Itàlia. Va aconseguir les dues últimes victòries: una al Tour de Qatar i al Giro de la província de Lucca. El 26 d'abril de 2005, amb 38 anys, tretze dies abans de l'inici del Giro d'Itàlia, va anunciar que es retirava després de 17 temporades com a professional i 189 victòries. L'organització del Giro el va convidar perquè s'acomiadés de la cursa i els aficionats abans de començar el pròlegl.

### 2008: retorn avortat al Rock Racing
El 2008, amb 40 anys, va tornar a la competició. Després de tres anys d'inactivitat, a principis de gener fitxà per l'equip de Rock Racing per aportar la seva experiència a la formació dels joves ciclistes i disputar algunes curses americanes, incloent la Volta a Califòrnia al febrer, on va ser tercer en la segona etapa. El desacord entre Cipollini i l'amo de l'equip, Michael Ball, posa fi a l'aventura al mes d'abril.

### 2011: consultor i promotor
La seva carrera esportiva va acabar, però Cipollini no abandona el món del ciclisme. Va crear la seva marca de quadres de bicicleta, anomenat MCipollini. El 2010, és el proveïdor de l'equip ISD que va prendre el nom de Farnese Vini-Neri Sottoli el 2011. Va exercir de consultor de l'equip el 2009.
El febrer de 2013, la Gazzetta dello Sport informà que Cippolini havia estat client del doctor Eufemiano Fuentes, conegut per estar implicat en nombrosos casos de dopatge. El seu nom en clau era "Maria" i, entre d'altres, hauria rebut 25 transfusions de sang el 2003, des de primers d'any fins al Giro d'Itàlia, al maig. L'advocat de Cipollini negà les acusacions el mateix dia que el diari ho publicà, el 9 de febrer. El 24 de juny de 2013, s'anuncià que les proves realitzades per l'AFLD el 2004 van demostrar l'ús de l'EPO per Cipollini durant el Tour de França de 1998.

## Palmarès
- 1985
  -  Campió del món júnior en contrarellotge per equips (amb Maurizio Dametto, Davide Gallerani i Adriano Lorenzi)
- 1987
  - 1r al Rothaus Regio-Tour
  - 1r a la Ruta d'Or-GP Festa del Perdono
- 1988
  - 1r al Trofeu Ciutat de Castelfidardo
- 1989
  - Vencedor de 3 etapes al Giro de la Pulla
  - Vencedor d'una etapa al Giro d'Itàlia
- 1990
  - 1r a la Milà-Vignola
  - 1r a la Millemetri del Corso di Mestre
  - Vencedor de 2 etapes al Giro d'Itàlia
  - Vencedor de 2 etapes al Giro de la Pulla
  - Vencedor d'una etapa als Tres dies de La Panne
- 1991
  - 1r al Grote Scheldeprijs
  - 1r al Giro de l'Etna
  - 1r a la Millemetri del Corso di Mestre
  - Vencedor de 3 etapes al Giro d'Itàlia
  - Vencedor de 2 etapes a l'Étoile de Bessèges
  - Vencedor de 2 etapes a la Setmana Internacional de Coppi i Bartali
  - Vencedor de 2 etapes al Giro de la Pulla
  - Vencedor d'una etapa als Tres dies de La Panne
- 1992
  - 1r a la Gant-Wevelgem
  - Vencedor de 4 etapes al Giro d'Itàlia i 1r de la classificació per punts 
  - Vencedor de 3 etapes a la París-Niça
  - Vencedor de 3 etapes als Quatre dies de Dunkerque
  - Vencedor de 2 etapes al Giro de la Pulla
  - Vencedor d'una etapa a l'Étoile de Bessèges
  - Vencedor d'una etapa als Tres dies de La Panne
- 1993
  - 1r a la Gant-Wevelgem
  - 1r al Grote Scheldeprijs
  - 1r a l'E3 Harelbeke
  - 1r al Memorial Rik van Steenbergen
  - Vencedor d'una etapa al Tour de França
  - Vencedor de 3 etapes a la París-Niça
  - Vencedor de 2 etapes al Tour del Mediterrani
- 1994
  - 1r a la Millemetri del Corso di Mestre
  - Vencedor de 2 etapes a la París-Niça
  - Vencedor de 2 etapes al Tour del Mediterrani
  - Vencedor d'una etapa a la Setmana Internacional de Coppi i Bartali
- 1995
  - 1r al Trofeu Luis Puig
  - 1r a la Montecarlo-Alassio
  - 1r a la Millemetri del Corso di Mestre
  - Vencedor de 2 etapes al Tour de França
  - Vencedor de 2 etapes al Giro d'Itàlia
  - Vencedor de 3 etapes a la Volta a Catalunya
  - Vencedor de 2 etapes al Tour de Romandia
  - Vencedor de 3 etapes al Tour del Mediterrani
  - Vencedor de 2 etapes a la Volta a la Comunitat Valenciana
- 1996
  -  Campionat d'Itàlia en ruta
  - Vencedor de 4 etapes al Giro d'Itàlia
  - Vencedor de 3 etapes al Tour de Romandia
  - Vencedor de 2 etapes a la Volta a Catalunya
  - Vencedor de 2 etapes a la Volta a la Comunitat Valenciana
  - Vencedor de 2 etapes a la Volta a Aragó
  - Vencedor d'una etapa al Tour de França
  - Vencedor d'una etapa al Tour del Mediterrani
- 1997
  - Vencedor de 5 etapes al Giro d'Itàlia i 1r de la classificació per punts 
  - Vencedor de 3 etapes al Tour de Romandia
  - Vencedor de 2 etapes al Tour de França
  - Vencedor de 2 etapes al Tour del Mediterrani
  - Vencedor de 2 etapes a la Volta a Aragó
  - Vencedor d'una etapa a la Volta a la Comunitat Valenciana
- 1998
  - 1r al Gran Premi de la costa dels Etruscs
  - 1r a la Millemetri del Corso di Mestre
  - Vencedor de 4 etapes al Giro d'Itàlia
  - Vencedor de 4 etapes a la Volta a Catalunya
  - Vencedor de 2 etapes al Tour de França
  - Vencedor d'una etapa al Tour del Mediterrani
- 1999
  - 1r al Trofeu Luis Puig
  - 1r al Trofeu Manacor
  - 1r al Trofeu Sóller
  - Vencedor de 4 etapes al Tour de França
  - Vencedor de 4 etapes al Giro d'Itàlia
  - Vencedor de 2 etapes a la Volta a Catalunya
  - Vencedor d'una etapa al Tour de Romandia
  - Vencedor d'una etapa a la Tirrena-Adriàtica
  - 1r als Sis dies de Fiorenzuola d'Arda (amb Andrea Collinelli)
- 2000
  - 1r al Gran Premi de la costa dels Etruscs
  - Vencedor d'una etapa al Giro d'Itàlia
  - Vencedor de 2 etapes al Tour de Romandia
  - Vencedor d'una etapa a la Volta a la Comunitat Valenciana
  - Vencedor d'una etapa al Tour del Mediterrani
- 2001
  - 1r al Giro de la província de Siracusa
  - Vencedor de 4 etapes al Giro d'Itàlia
  - Vencedor de 2 etapes a la Volta a Aragó
  - Vencedor d'una etapa al Giro del Trentino
  - Vencedor d'una etapa al Tour de Romandia
- 2002
  -  Campió del món en ruta
  - 1r a la Milà-Sanremo
  - 1r a la Gant-Wevelgem
  - Vencedor de 6 etapes al Giro d'Itàlia i 1r de la classificació per punts 
  - Vencedor de 3 etapes a la Volta a Espanya
  - Vencedor d'una etapa a la Tirrena-Adriàtica
  - Vencedor d'una etapa al Tour del Mediterrani
- 2003
  - Vencedor de 2 etapes al Giro d'Itàlia
  - Vencedor de 2 etapes a la Tirrena-Adriàtica
- 2004
  - Vencedor d'una etapa al Tour del Mediterrani
  - Vencedor d'una etapa a la Volta a Geòrgia
- 2005
  - 1r al Giro de la província de Lucca
  - Vencedor d'una etapa al Tour de Qatar

### Resultats al Tour de França
- 1992. Abandona (7a etapa)
- 1993. Fora de control (11a etapa). Vencedor d'una etapa. Porta el mallot groc durant 2 dies
- 1995. Abandona (10a etapa). Vencedor de 2 etapes
- 1996. Abandona (9a etapa). Vencedor d'una etapa
- 1997. Abandona (6a etapa). Vencedor de 2 etapes. Porta el mallot groc durant 4 dies
- 1998. Abandona (9a etapa). Vencedor de 2 etapes
- 1999. Abandona (9a etapa). Vencedor de 4 etapes
- 2004. Abandona (6a etapa)

### Resultats al Giro d'Itàlia
- 1989. No surt (14a etapa). Vencedor d'una etapa
- 1990. 142è de la classificació general. Vencedor de 2 etapes
- 1991. 124è de la classificació general. Vencedor de 3 etapes
- 1992. 126è de la classificació general. Vencedor de 4 etapes.  1r de la Classificació per punts
- 1995. Abandona (13a etapa). Vencedor de 2 etapes. Porta la maglia rossa durant 1 dia.
- 1996. No surt (19a etapa). Vencedor de 4 etapes
- 1997. 89è de la classificació general. Vencedor de 5 etapes.  1r de la Classificació per punts. Porta la maglia rossa durant 2 dies
- 1998. Abandona (17a etapa). Vencedor de 4 etapes
- 1999. No surt (18a etapa). Vencedor de 4 etapes. Porta la maglia rossa durant 1 dia
- 2000. No surt (7a etapa). Vencedor d'una etapa. Porta la maglia rossa durant 1 dia
- 2001. 107è de la classificació general. Vencedor de 4 etapes. 1r a la Classificació Azzurri d'Itàlia
- 2002. 100è de la classificació general. Vencedor de 6 etapes  1r de la Classificació per punts. 1r a la Classificació Azzurri d'Itàlia. Porta la maglia rossa durant 1 dia.
- 2003. No surt (12a etapa). Vencedor de 2 etapes
- 2004. No surt (7a etapa)

### Resultats a la Volta a Espanya
- 1994. No surt (3a etapa)
- 1997. No surt (2a etapa)
- 2000. Exclòs (5a etapa)
- 2002. Abandona (8a etapa). Vencedor de 3 etapes
- 2003. Abandona (2a etapa)